# Vernate, Ticino
Vernate är en ort och kommun  i distriktet Lugano i kantonen Ticino, Schweiz. Kommunen har 631 invånare (2023).